# Valeriana velutina
Valeriana velutina är en kaprifolväxtart som beskrevs av Dominique Clos. Valeriana velutina ingår i släktet vänderötter, och familjen kaprifolväxter. Inga underarter finns listade i Catalogue of Life.